# 天津市住房公积金管理中心
天津市住房公积金管理中心，前身为“天津市住房资金管理中心”，是中华人民共和国天津市人民政府主管天津市住房公积金的归集、使用和管理，拟订天津市住房公积金政策的直属事业单位，规格为正局级。

## 内设机构
天津市住房公积金管理中心设有16个职能处室，分别是：办公室、计划统计处、政策法规处、合规管理处、归集执法处、贷款管理处、资金核算处、审计处、科技信息处、财务处、党组办公室、纪检组（监察室）、人事教育处、行政保卫处、风险管理处、项目贷款处。

## 下属单位
天津市住房公积金管理中心设有24个下属单位，分别是：公积金管理中心贷款业务部、公积金管理中心客户服务中心、公积金管理中心项目贷款管理部、公积金管理中心大港油田分中心、公积金管理中心铁路分中心、公积金管理中心和平管理部、公积金管理中心河东管理部、公积金管理中心河西管理部、公积金管理中心南开管理部、公积金管理中心河北管理部、公积金管理中心红桥管理部、公积金管理中心塘沽管理部、公积金管理中心汉沽管理部、公积金管理中心大港管理部、公积金管理中心东丽管理部、公积金管理中心西青管理部、公积金管理中心津南管理部、公积金管理中心北辰管理部、公积金管理中心宁河管理部、公积金管理中心武清管理部、公积金管理中心静海管理部、公积金管理中心宝坻管理部、公积金管理中心蓟县管理部和公积金管理中心开发管理部。